# Ballenas Galeana
Ballenas Galeana – meksykański klub piłkarski z siedzibą w mieście Cuernavaca, w stanie Morelos. Funkcjonował w latach 1956–2014, występując najwyżej na drugim szczeblu rozgrywek – Ascenso MX (2013–2014). Domowe mecze rozgrywał na obiekcie Estadio Mariano Matamoros.

## Historia
Klub powstał w 1956 roku, kiedy to Donato Rodríguez założył drużynę piłkarską z siedzibą przy ulicy Hermenegildo Galeana, w centrum miasta Cuernavaca. Większość piłkarzy nowo powstałego zespołu mieszkało właśnie przy tej ulicy; w tej formie ekipa funkcjonowała przez kolejne dwanaście lat. W latach 1968–2005 klub odnosił wiele sukcesów w rozgrywkach amatorskich, będąc własnością Antonio Navy Hernándeza, właściciela sklepu z owocami morza "La Ballena" ("Wieloryb") mieszczącego się na Hermenegildo Galeana. Z tamtego okresu pochodzi obecna nazwa drużyny, która jest połączeniem imienia ulicy i sklepu. Zespół w aktualnej formie powstał w 2005 roku z inicjatywy profesora Gregorio Yáñeza Pinedy, byłego profesjonalnego piłkarza, który we współpracy z Alejandro Villarrealem stworzył podwaliny pod profesjonalną strukturę ekipy.
W 2011 roku Ballenas Galeana, po kilku sezonach spędzonych w czwartej lidze, przystąpił do rozgrywek trzeciej ligi meksykańskiej – Segunda División – w których występował przez kolejne dwa lata, wygrywając je w wiosennym sezonie Clausura 2013. Dzięki decydującemu triumfowi nad Murciélagos, zwycięzcą sezonu Apertura 2012, zespół ze stanu Morelos po raz pierwszy w historii awansował na drugi szczebel rozgrywek – Ascenso MX. Ze względu na renowację domowego obiektu Estadio Mariano Matamoros w Xochitepec musiał jednak rozgrywać swoje mecze na Estadio Centenario w Cuernavacy. W drugiej lidze zespół prowadzony przez Enrique Lópeza Zarzę zadebiutował 20 lipca 2013 przegraną 0:1 domową konfrontacją z Cruz Azul Hidalgo. Pierwsze zwycięstwo odniósł natomiast 10 sierpnia tego samego roku, wygrywając 3:2 z Correcaminos UAT. Ogółem w Ascenso MX klub spędził rok bez większych sukcesów – w jesiennym sezonie Apertura 2013 zajął w niej czternaste miejsce, zaś w wiosennych rozgrywkach Clausura 2014 uplasował się na trzynastej pozycji. Na drugim poziomie rozgrywek odniósł zaledwie sześć zwycięstw w 28 meczach.
30 maja 2014 prezes klubu Alejandro Villarreal ogłosił, iż zespół Ballenas Galeana przestanie istnieć – jego licencja zostanie przeniesiona do miasta Irapuato w stanie Guanajuato i do najbliższych rozgrywek ekipa przystąpi jako CD Irapuato.

## Trenerzy
- Jesús Fuentes (2011)
- Felipe Ocampo (2011–2012)
- Manuel Vidrio (2012)
- Enrique López Zarza (2013–2014)